# Francesco Buonamici (1832-1921)
Pour les articles homonymes, voir Francesco Buonamici et Buonamici.
Francesco Buonamici (né le 21 octobre 1832 à Pise et mort le 18 mai 1921  dans la même ville) est un juriste et professeur de droit italien.

## Biographie
Francesco Buonamici commence à enseigner à l'université de Pise, le 12 janvier 1860, en tant qu'assistant du professeur de droit italien et de droit commercial et devient professeur titulaire de droit commercial le 4 avril 1867.
Le 9 octobre 1873, il obtient la chaire d'Institutions et droit romain.
En 1896, il succède à Filippo Serafini (it) comme recteur de l'université de Pise et le 2 octobre 1897 il remplace celui-ci pour l'enseignement du Digeste.
En 1896 également, il est nommé sénateur du royaume d'Italie.
Francesco Buonamici était membre de l'Académie des Lyncéens (Accademia dei Lincei).
Sur la façade de sa maison natale à Pise (située de nos jours Piazza Buonamici) se trouve une plaque commémorative portant l'inscription suivante : « En italien : IN QUESTA CASA NACQUE ED ABITÓ FRANCESCO BUONAMICI SOMMO ROMANISTA DECORO DELL'UNIVERSITÁ PISANA E DEL SENATO ITALIANO FIGLIO BENEMERITO DELLA SUA CITTÀ NATALE OVE FINO A TARDA ETÀ RICOPRÌ I PIÙ ALTI UFFICI PUBBLICI CHIAMATOVI DALL'UNANIME E LIBERO CONSENSO DEL POPOLO 1832 - 1921 »

## Source de la traduction
- (it) Cet article est partiellement ou en totalité issu de l’article de Wikipédia en italien intitulé « Francesco Buonamici » (voir la liste des auteurs).